# Manuel Frutos Rodríguez Poitier
Manuel Frutos Rodríguez Poitier (Santiago, 26 de octubre de 1780 - Santiago, 28 de julio de 1858) fue un sacerdote, educador y parlamentario chileno.

## Biografía
Fue hijo del gaditano José Rodríguez Abreu y de Mercedes Poitier, nació en Santiago el 26 de octubre de 1780. Se educó en el Seminario Conciliar de los Santos Ángeles Custodios y se ordenó de presbítero en 1811. Fue profesor de dicho Seminario. En 1819 cuando se unieron el Seminario y el Instituto Nacional, fue nombrado vicerrector del Instituto. En 1823 fue rector interino del Instituto y el 22 de marzo de 1825 fue nombrado rector en propiedad por un breve tiempo. Al respecto, un autor señaló: “El señor Rodríguez se hallaba dotado de un carácter muy suave; pero carecía de la preparación necesaria para dirigir un establecimiento como el Instituto”.  Este cargo lo ocupaba conjuntamente con el puesto de rector del Seminario santiaguino  
En 1823 fue elegido diputado suplente por Santiago en el Congreso Constituyente pero no fue llamado a incorporarse. Más tarde fue diputado en la Asamblea Provincial de Santiago de 1825 . Senador por Aconcagua en el Congreso Nacional de 1829 . Integró la Comisión de Negocios Constitucionales  y la de Policía Interior . 
Nuevamente fue Senador por la provincia de Aconcagua para el periodo de 1831 a 1834 , integró la Comisión Eclesiástica ; la de Peticiones, corrección de estilo y redacción y la de Gracia, Justicia y Negocios Eclesiásticos . Integró también la Comisión Permanente para el receso de 1832 a 1833 .
En el campo eclesiástico en 1824 y 1841 se le nombró examinador sinodal. Por sus servicios fue presentado para canónigo de merced de la Catedral de Santiago. En 1843 fue nombrado miembro de la Facultad de Teología de la recién fundada Universidad de Chile.  En el cabildo catedralicio fue ascendiendo hasta ser nombrado deán en 1853 .
En su testamento hizo algunos legados al Seminario de Santiago, falleció en Santiago el 28 de julio de 1858 .